# MPP+
MPP+（1-甲基-4-苯基吡啶鎓）是一个分子式为C12H12N+带正电的化合物。它能够影响线粒体中的氧化磷酸化，造成ATP耗尽及细胞死亡，因此具有毒性。 同时，它还能阻断儿茶酚胺的合成，减少多巴胺和心脏中去甲肾上腺素的水平，和引发酪氨酸羟化酶的失活。
神经毒素MPTP在大脑里会被单胺氧化酶B转化成MPP+，后者能够杀死黑质中某些产生多巴胺的神经细胞，从而导致灵长类动物产生类似帕金森氏症的症状。
MPP+的氯化物曾被用作名为牧草快（cyperquat）的除草剂，而该除草剂的化学结构与百草枯十分相似。